# Only the love survive
「Only the love survive」（オンリー・ザ・ラブ・サバイブ）は、2002年1月23日にリリースされたaccessの12thシングル。発売元はアンティノスレコード。

## 概要
11thシングル「TEAR'S LIBERATION」以来7年ぶり、活動再開後初のシングル。
日本テレビ系『ろみひー』エンディングテーマに起用され、累計売上は6.2万枚を記録した。
本作のリリースに先駆けて2001年11月にリリースされた浅倉大介のベストアルバム『DecAde 〜The BEST of Daisuke Asakura〜』のCD-EXTRAにて試聴版が公開されていた。
カップリングには1994年12月に行われた「SYNC-ACROSS JAPAN TOUR '94 DELICATE PLANET ARENA STYLE」横浜アリーナ公演で演奏された「LOOK-A-HEAD」（1stアルバム『FAST ACCESS』収録曲）のライブ音源を収録。
初回特典として2002年2月にヴェルファーレで行われたイベント「reception 2.2」の参加応募券を封入。

## 収録曲
※カッコ（）内は、JASRAC作品データベース検索サービスに登録されている作者
1. Only the love survive
  - 作詞：井上秋緒　作曲・編曲：浅倉大介
2. LOOK-A-HEAD <from LIVE before next at YOKOHAMA ARENA 1994.12.19>
  - 作詞・作曲・編曲：AXS （作詞：貴水博之、作曲：浅倉大介）

『LIVE ONES SYNC-ACROSS JAPAN TOUR '93-'94』に収録されていたテイクをリマスタリングした音源だが、最初の歓声がカットされ、すぐに演奏に入るようになっている。